# Rugby Club Orléans
Maillots
Actualités
Dernière mise à jour : 17 janvier 2024.

Le Rugby Club Orléans est un club français de rugby à XV basé à Orléans, dans le département du Loiret en région Centre-Val de Loire.
Il évolue pour la saison 2024-2025 dans le championnat de Nationale 2 (quatrième division nationale).

## Histoire

### Seconde moitié duXXesiècle
Le Rugby club Orléans (RCO) voit le jour en 1966. Il franchit rapidement les échelons le séparant du haut niveau et participe pour la première fois à la première division groupe B lors de la saison 1980-1981. Au cours des années 1980, il affronte à l’occasion de la coupe de France les monuments du rugby comme le Stade toulousain, le SU Agen ainsi que l’AS Béziers. Il remporte le titre de champion de France groupe B2 (Le 3e niveau de compétition du rugby en France) en 1993.
Vice-champion de France groupe B en 1997, Orléans évolue ensuite en groupe A2 à partir de 1998.
En 1999, le Rugby Club Orléans est en Élite 2 (l'antichambre de la première division, le Élite 1). À l'issue de la saison et du fait du resserrement de l'Élite 2, Orléans est relégué en Fédérale 1 (avec 10 autres clubs).

### Les années 2000
| Saison      | Division                      | Résultat à l'issue de la saison |  |
| ----------- | ----------------------------- | --- |  |
| 2000 - 2001 | Championnat de France Elite 2 | Descente |  |
| 2001 - 2002 |                               | |  |
| 2002 - 2003 | Fédérale 1                    | Descente[réf. nécessaire] en Fédérale 2 |  |
| 2003 - 2004 | Fédérale 2 [réf. nécessaire]  | . |  |
| 2004 - 2005 | Fédérale 1                    | Termine 11e (sur les 12 clubs de la Poule 1): le club est relégué en Fédérale 2 à l'issue de la saison.                                               |  |
| 2005 - 2006 | Fédérale 2                    | Remonte en Fédérale 1 à l'issue de la saison. |  |
| 2006 - 2007 | Fédérale 1                    | Qualifié pour le Trophée Jean-Prat, mais échoue en phase de poule.                                                                                    |  |
| 2007 - 2008 | Fédérale 1                    | Qualifié pour le Trophée Jean-Prat, échoue en 1/8èmes de finale contre Valence d'Agen (16-15)                                                         |  |
| 2008 - 2009 | Fédérale 1                    | Qualifié pour le Trophée Jean-Prat, mais échoue en phase de poule.                                                                                    |  |
| 2009 - 2010 | Fédérale 1                    | Échoue pour la qualification au Trophée Jean-Prat. Finaliste du championnat de France Fédérale 1 (Play-down): s'incline 22-15 contre La Seyne-sur-Mer |  |

Pensionnaire du championnat de France Élite 2 jusqu’en 2000, le Rugby Club Orléans subit deux rétrogradations successives malgré la nomination de Jacques Fouroux au poste de manager général (en 2000-2001). L’arrivée d’une nouvelle équipe dirigeante emmenée par Joël Hérault permet au club de retrouver sa place au sein de l’élite amateur au terme de la saison 2002-2003. 
Après une première saison encourageante en Fédérale 1 ponctuée par une élimination en seizième de finale, le club ne peut éviter la relégation en Fédérale 2 pour la saison 2004-2005 malgré une seconde moitié de saison plus satisfaisante. Le RCO revient en Fédérale 1 dès 2006-2007, la Fédération française ayant empêché deux autres clubs de monter en raison d’une santé financière fragile.
Le club ouvre en septembre 2004 un centre de formation labellisé par la Fédération française de rugby. La première promotion, parrainée par Olivier Brouzet, a accueilli quinze stagiaires âgés de 15 à 20 ans.

### Les années 2010 - 2020
| Saison      | Division    | Résultat à l'issue de la saison |
| ----------- | ----------- | --- |
| 2010 - 2011 | Fédérale 1  | 8e à l'issue de la saison |
| 2011 - 2012 | Fédérale 1  | Double relégation: 9e à l'issue de la saison : le club est relégué en Fédérale 2. À cela s'ajoute des problèmes financiers : le club est relégué en Fédérale 3.              |
| 2012 - 2013 | Fédérale 3  | Termine en tête de poule, mais n'arrive pas à la montée en Fédérale 2. |
| 2013 - 2014 | Fédérale 3  | Termine en tête de poule, et assure la montée en Fédérale 2. Chute en demi-finale de Fédérale 3 battu par Meyzieu 36 à 24 (après prolongation).                              |
| 2014 - 2015 | Fédérale 2  | Assure le maintien pour la saison suivante, en terminant 7e (sur 10) de la poule no 2 (sur 8).                                                                               |
| 2015 - 2016 | Fédérale 2  | Termine en milieu de tableau de la 1re poule: 5e (sur 10). L'objectif d'être dans les 6 premiers était donc atteint.                                                         |
| 2016 - 2017 | Fédérale 2  | Termine 2e (sur 9 équipes) dans la 2e poule; ce classement à l'issue de la phase de poules lui permet d'accéder aux phases finales, mais le club s'arrête aux 16e de finale. |
| 2017 - 2018 | Fédérale 2  | Qualifié (sur tapis vert) pour les phases finales, le club s'arrête à nouveau aux 16e de finale.                                                                             |
| 2018 - 2019 | Fédérale 2  | Comme l'année précédente, qualifié (sur tapis vert) pour les phases finales, le club s'arrête à nouveau aux 16e de finale.                                                   |
| 2019 - 2020 | Fédérale 2  | Le championnat est suspendu courant mars en raison de la pandémie de Covid-19                                                                                                |
| 2020 - 2021 | Fédérale 2  | Pas de championnat en raison de la pandémie de Covid-19 |
| 2021 - 2022 | Fédérale 2  | Qualifié pour les phases finales, le club est battu au premier tour. Assure la montée en Fédérale 1 en match de barrage.                                                     |
| 2022 - 2023 | Fédérale 1  | Termine 7e (sur 12 équipes) de la poule no 1 lors de la saison régulière. |
| 2023 - 2024 | Fédérale 1  | Termine 1er (sur 12 équipes) de la poule no 1 lors de la saison régulière. Montée en championnat nationale 2                                                                 |
| 2024 - 2025 | Nationale 2 | Éliminé en demi-finale |

Fin juin 2019, Thierry Lacroix, ancien joueur international français (43 sélections), rejoint le Rugby Club Orléans au poste de directeur du rugby pour quelques mois. 
En septembre 2022, David Penalva rejoint le club en tant que manager sportif et entraineur de l'équipe séniors.

## Identité visuelle

### Couleurs et maillots
La couleur du maillot porté par les joueurs est noire. Une bande rouge et une bande jaune latérale fendent le maillot en deux. Il existe également une variante jaune avec une bande noire latérale.

### Logo

Évolution du logo
Ancien logo.
Ancien logo abandonné en 2022.
Logo instauré en 2022.

## Palmarès
- Champion de France groupe B2 1993.
- Finaliste du championnat de France groupe B 1997
- Finaliste[2] du  Championnat de France de Fédérale 1 (Play-Downs) en  2010.

## Personnes emblématiques

### Entraîneurs

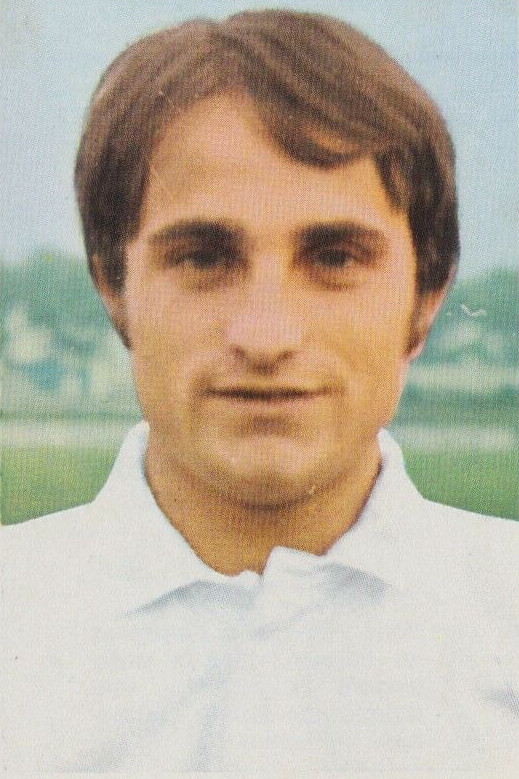
Jacques Fouroux dit Le Petit Caporal.

Par ordre alphabétique de nom de famille, avec entre parenthèses la période d'intervention au club en tant que manager général (entraîneur) :
- Matthieu Axisa (2015[11]-2016[12])
- Jimmy Belouet et Yann Marchais (à partir de juin 2018[8])
- Franck Cohen (2010-2015[11], et à nouveau en 2016[12], 2017[7], et jusqu'en juin 2018[8])
- Jacques Fouroux (2000-2001) : ancien entraîneur de l'Équipe de France de rugby à XV de  1981 à  1990
- Jacques Macou : l'entraîneur aux 2 montées du club en 1re division; auteur du Recueil de jeux préparatoires au rugby, édité par la Fédération française de rugby vers 1970 et réédité en 1986
- Didier Nourault (1995-1997, puis 2009-2011[3])

### Joueurs emblématiques
- Jean-Pierre Duchayne[13]
- Frédéric Laluque
- Gilles Pagnon
- Henry Qiodravu
- Thierry Ruet
- Clemens von Grumbkow

### Présidents du club
Par ordre chronologique, avec entre parenthèses la période au club en tant que président :
- Claude Fourniguet (1986-1995)[14]
- Marc Dumas (président en 2010-2012[15]; co-président en 2009[16])
- Christian Lavezard (d'octobre 2012[15],[11] à septembre 2018[7],[17]).
- Christophe Penavaire (2018 - 2020)
- Bruno Leprince (2020 - 2022)
- Didier Bouriez (depuis 2022)

## Budget du club
- Saison 2006-2007 (en Fédérale 1) : 2,2 millions d'euros[16]
- Saison 2007-2008 (en Fédérale 1) : 1,9 million d'euros[1]
- Saison 2008-2009 (en Fédérale 1) : entre 1,6 et 1,7 million d'euros[16],[1]
- Saison 2011-2012 (en Fédérale 1) : 1,1 million d'euros[3]
- Saison 2012-2013 (en  Fédérale 3 ): aux environs de 550.000€ à 600.000€[11]
- Saison 2013-2014 (en  Fédérale 3 ): aux environs de 550.000€ à 600.000€[11]
- Saison 2014-2015 (en  Fédérale 2 ): aux environs de 550.000€ à 600.000€[11]
- Saison 2015-2016 (en  Fédérale 2 ): entre 550.000€ et 600.000€[11]
- Saison 2022-2023 (en Fédérale 1): 850.000€[9]